# Hypenodes haploa
Hypenodes haploa là một loài bướm đêm trong họ Erebidae.